# Polygramme
Un polygramme ou multigramme est dans le domaine de l'écriture un graphème (unité de base notant un son) formé de plusieurs lettres. Selon le nombre de lettres impliquées, on parle de digrammes (deux lettres), trigrammes (trois lettres) et quadrigrammes (quatre lettres).
Comme les lettres supplémentaires et les signes diacritiques, et souvent de concert avec eux, ils permettent d'étendre le répertoire de base d'un alphabet pour noter des sons qui n'y étaient pas initialement prévus. Les orthographes des langues varient selon leur tendance à préférer l'une ou l'autre de ces solutions :
- l'anglais, le néerlandais, l'italien, le breton recourent surtout aux polygrammes ;
- le tchèque, le slovaque, le slovène, le croate recourent surtout aux signes diacritiques ;
- le français, le portugais, le roumain, l'albanais recourent à la fois à des polygrammes et des diacritiques ;
- le turc et l'azéri recourent à la fois à des diacritiques et à des lettres supplémentaires ;
- l'allemand, le polonais, le vietnamien recourent à la fois à des polygrammes, des diacritiques et des lettres supplémentaires.